# 恩巴西群島
67°53′S 68°45′W / 67.883°S 68.750°W
恩巴西群島（Embassy Islands），是南極洲的群島，位於阿德萊德島以東13公里，由讓-巴蒂斯特·夏古率領的法國探險隊發現，現時由南極條約體系管理。